# Dagadólápok

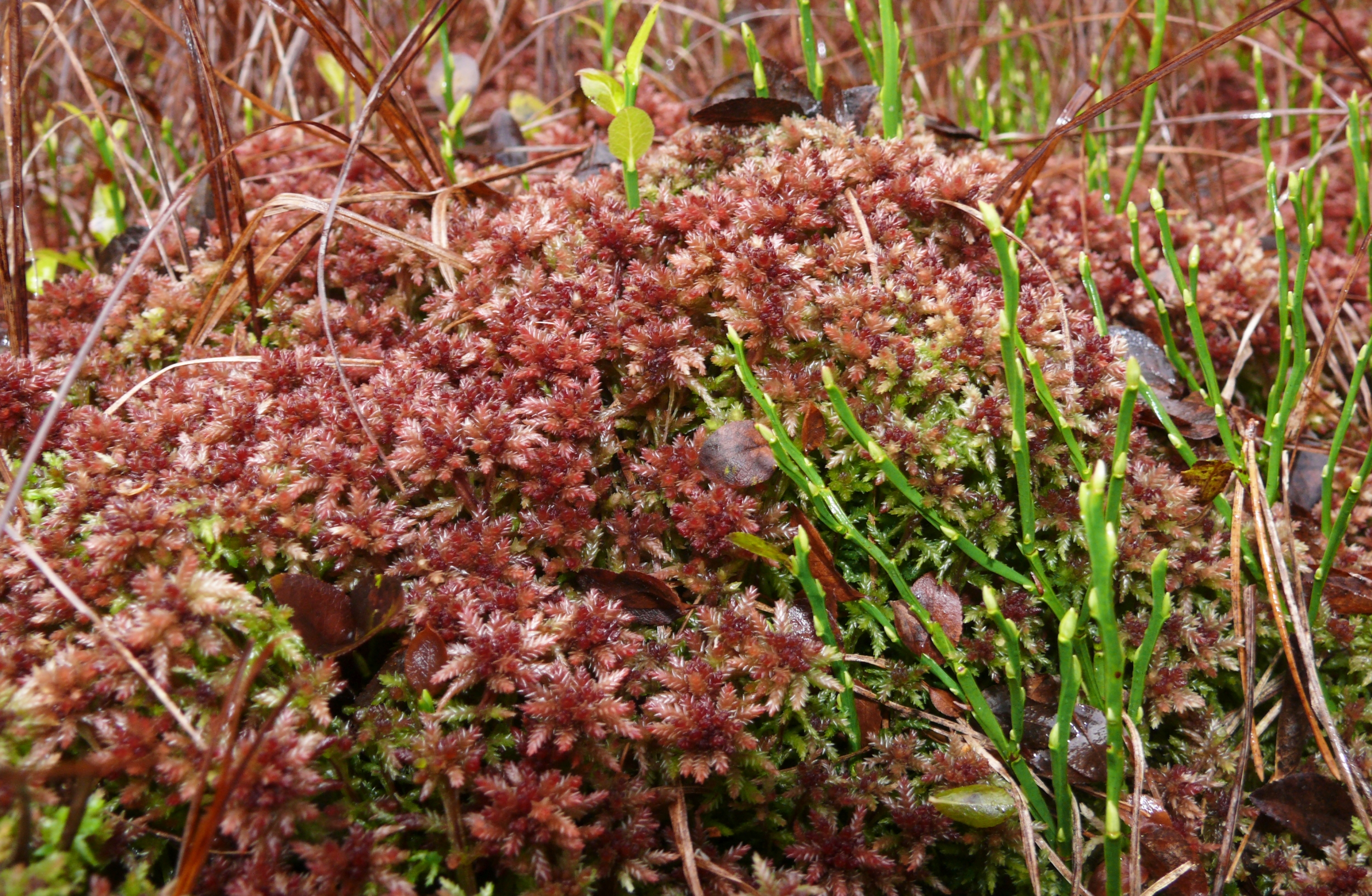
Magellán-tőzegmoha (Sphagnum magellanicum)

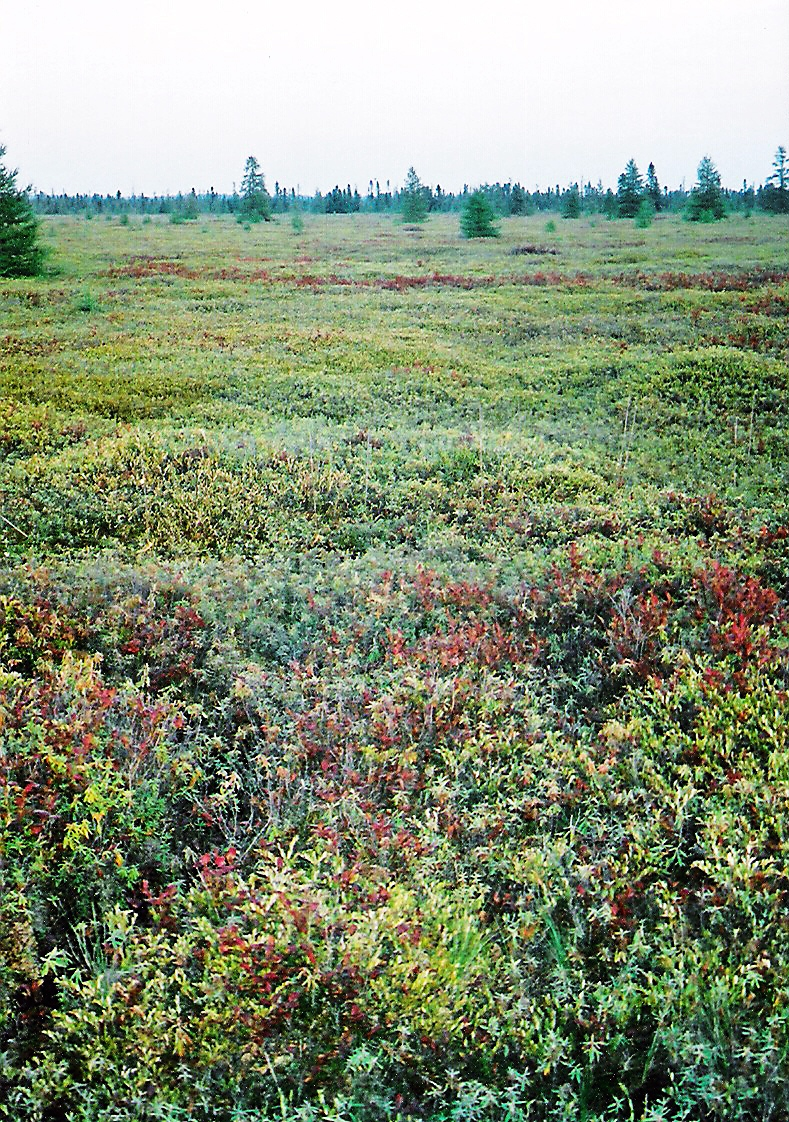
Tőzegláp Kanadában (Ontario, Ottawa közelében

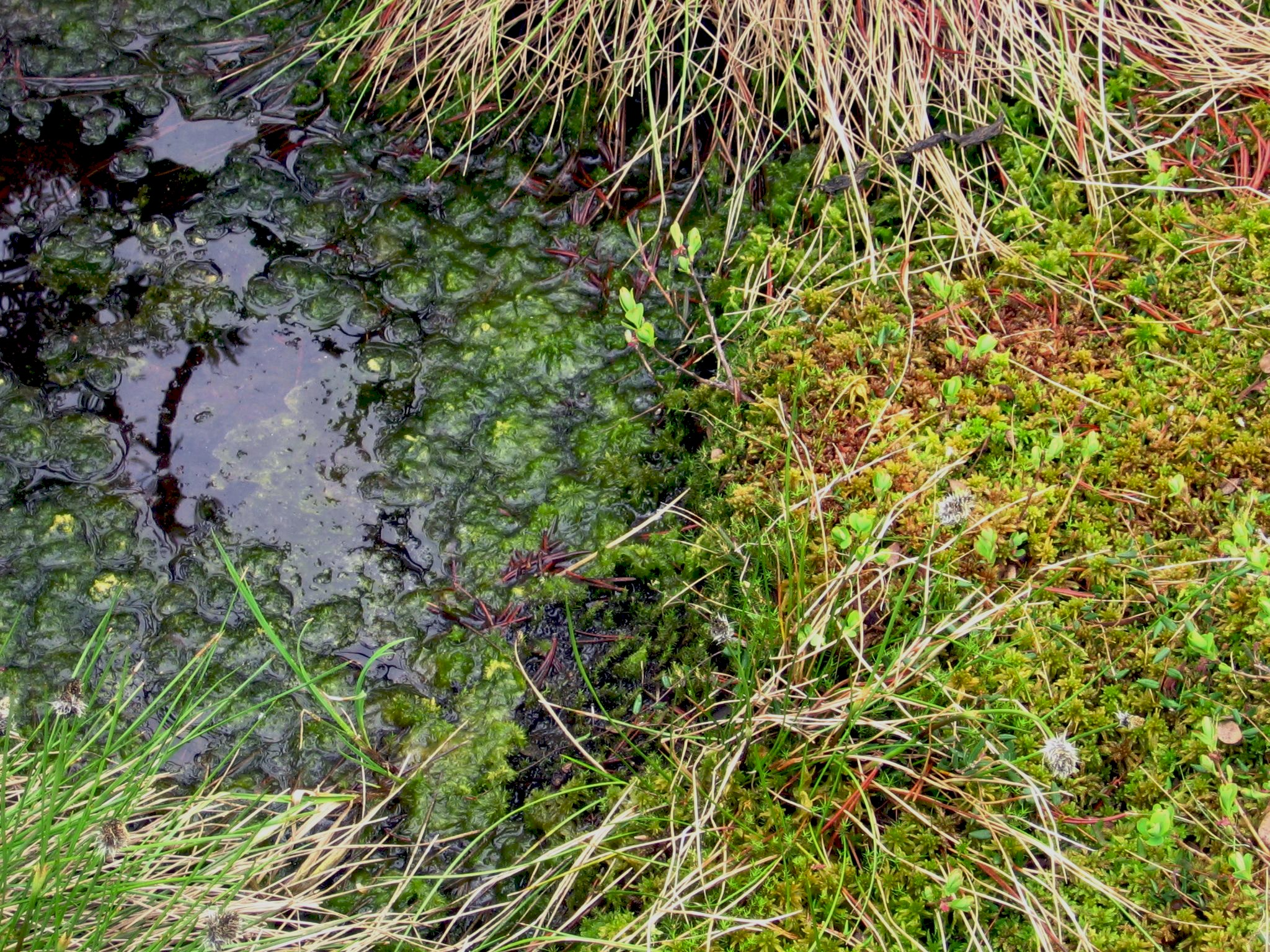
Tőzegláp növényzete (Csehország (Šumava)

A dagadólápok társulástani osztálya (Oxycocco-Sphagnetea Br.-Bl. & R. Tx. ex Westhoff & al., 1946). Magyarország mocsári és lápi növényzetének egyik rendszertani csoportja; a lápok egyik alaptípusa.

## Elterjedésük, kialakulásuk
Elterjedésük cirkumboreális: Eurázsia és Észak-Amerika tundra- és tajgaövezetében fordulnak elő gyakori intrazonális társulásokként.

## Fajösszetételük
A dagadólápok tőzege a tőzegmohákból képződik. A legjellemzőbbek:
- Sphagnum fuscum,
- Magellán-tőzegmoha (Sphagnum magellanicum),
- Sphagnum rubellum,
- Sphagnum tenellum.

Egyéb lombosmohák:
- Polytrichum strictum,
- Calypogeia sphagnicola.

További, domináns és jellemző fajok:
- tőzegrozmaring (Andromeda polifolia),
- kereklevelű harmatfű (Drosera rotundifolia):
- hüvelyes gyapjúsás (Eriophorum vaginatum),
- széleslevelű gyapjúsás (Eriophorum latifolium);
- hamvas áfonya (Vaccinium uliginosum),
- tőzegáfonya (Vaccinium oxycoccos).

## Életmódjuk, termőhelyük
Genetikailag három típusukat különböztetik meg:
- az ombrogén lápokat,
- a szoligén lápokat és
- a topogén dagadólápokat.

### Ombrogén lápok
Az ombrogén (vagy ombrotróf) lápok a bőséges csapadékból nyerik kevés tápanyagot tartalmazó vizüket. Ezek a lápok óriási területeket borítanak a tundraövben és a tajgaöv határán, ahol az évi csapadék csak 300–400 mm, de az évi párolgás csak 200 mm körül van.
Magyarországon igazi ombrogén lápok kialakulására az éghajlati viszonyok alapvetően alkalmatlanok. Dagadóláp-töredékeink az úgynevezett kontinentális dagadólápokhoz hasonlítanak, ezért állandó veszély beerdősülésük. A mélyedésekben összegyűlő pangó víz táplálja őket, és ez nem tekinthető teljesen ombrogén (csapadék eredetűnek), mert talajból viszonylag sok ásványi anyagot old ki. Mire azonban átszivárog a vastag tőzegrétegen, a növényhez jutva kémiai összetétele már nagyon hasonlít a csapadékvízéhez, ezért a kialakuló vegetáció ombrotróf jellegű.

### Szoligén lápok
A szoligén lápokat főleg a tajgaövben felszíni vízfolyások táplálják. A savanyú alapkőzet, illetve talaj hatására tavakban oligotróf, savanyú termőhelyek alakulnak ki.

### Topogén dagadólápok
Az ilyen lápok létfeltételeit Európa középső és délebbi részén a magashegységek cirkuszvölgyeiben, kisebb medencéiben összegyűlő olvadékvíz biztosítja. A hazai dagadólápok és azok töredékei genetikailag ebbe a típusba is besorolhatók.

## Osvald felosztása
Osvald (1925) alapvetően területi elterjedésük alapján négy nagy típusukat különböztette meg:
- Kontinentális dagadólápok (erdős dagadólápok; angolul: Continental raised bogs, németül: Waldhoch-moore).
- Balti típusú dagadólápok (valódi dagadólápok; angolul: Baltic raised bogs, németül: echte Hochmoore).
- Atlanti dagadólápok (lapos dagadólápok; angolul: Atlantic raised bogs, németül: Flachhochmoore).
- Felföldi dagadólápok (felületborító dagadólápok; angolul: Upland raised bogs, blanket bogs, németül: terrainbedeckende Moore), amelyek valójában szétterülő, éles határ nélküli, nem igazi dagadólápok.

## Társulástani felosztásuk
Az osztályt Európában két rendre osztják fel
- Erico-Sphagnetalia óceánmelléki, sok törpecserjével,
- boreális tőzegmohalápok (Sphagnetalia medii Kästner & Flössner 1933) — ennek társulásai nőnek nálunk is.

Az Erico-Sphagnetalia rend társulásai kétszintűek: a zsombékokat és zsombéklábakat törpecserjék uralják, a szőnyegvegetációt pedig tőzegmohák és sásfélék.
A boreális tőzegmohalápok erdősek, többszintűek.